# Bakatsiraba-Talsperre
Die Bakatsiraba-Talsperre ist eine Talsperre in der Region Zinder in Niger.

## Baubeschreibung
Ihr Name in der Amtssprache Französisch lautet barrage de Bakatsiraba. Alternative Schreibweisen zu Bakatsiraba sind Bakasiraba und Bakatchiraba.
Die Bakatsiraba-Talsperre liegt nordwestlich des Dorfs Bakatsiraba im Gebiet der Stadtgemeinde Tanout, die zum gleichnamigen Departement Tanout in der Region Zinder gehört. Sie staut ein Nebental des Trockentals Jin Jiri. Der Talweg des Nebentals weist eine Länge von 2,2 km auf. Sein Einzugsgebiet ist 6,7 km² groß. Der Stausee hat ein Volumen von 124.000 m³.
Die Talsperre dient der Bewässerung, der Viehwirtschaft und der Fischerei.

## Geschichte
Die Errichtung der Bakatsiraba-Talsperre begann im Sommer 2007 und wurde 2008 abgeschlossen. Für die geotechnische Betreuung und Aufsicht war das Unternehmen  LEGENI S.A. aus Niamey verantwortlich. Die Errichtung erfolgte im Rahmen eines von der Afrikanischen Entwicklungsbank finanzierten Hilfsprojekts für die landwirtschaftliche Entwicklung in der Region Zinder. Das Hilfsprojekt dauerte von Januar 2003 bis Juni 2009 und kostete insgesamt 6,4 Milliarden CFA-Franc. Im Zuge des Projekts wurden weitere Talsperren realisiert: die Bani-Walki-Talsperre, die Bargouma-Talsperre, die Goumda-Tambari-Talsperre, die Kassama-Talsperre und die Toumbala-Talsperre. Rund um die Bakatsiraba-Talsperre wurden viehwirtschaftliche Nutzflächen gekennzeichnet. Die vor allem für den Anbau von Kürbissen und Tomaten genutzten ackerbaulichen Flächen beim Staudamm wuchsen von 1,6 Hektar im Jahr 2008 auf 10,78 Hektar im Jahr 2009.